# Ophemert
Ophemert is een dorp in de Betuwe gelegen aan de rechteroever van de Waal tussen Zennewijnen en Varik.
Ophemert werd op 1 januari 1812 bij de gemeente Varik gevoegd, maar daar op 1 januari 1818 alweer van losgemaakt. De gemeente fuseerde op 1 januari 1978 met de gemeenten Est en Opijnen, Haaften, Varik en Waardenburg tot de nieuwe gemeente Neerijnen. Deze gemeente is inmiddels opgegaan in de fusiegemeente West Betuwe.
Het dorp heeft 1.710 inwoners (2023).
Ophemert was een heerlijkheid. In het dorp is nog steeds het kasteel Ophemert met slotgracht. Heer van Ophemert is thans de Schot Aeneas Simon baron Mackay (1965), 15e baron Reay of Reay, nazaat van Æneas Mackay jr. (1838-1909), minister-president van Nederland van 1888-1891.
Voor de dagelijkse levensbehoeften hoeft men niet ver te gaan. Voor wie meer wil, liggen Tiel en Geldermalsen dichtbij.

## Natuur
Aan de noordwestkant van het dorp grenst natuurgebied ‘de Steendert’. Hier een oude poldermolen die in 2010 vanuit Wadenoijen naar dit gebied is verplaatst. 
Het gebied is 90 hectare groot, ingesloten tussen grote agrarische percelen, de kassen van Est en op afstand de Waal en de A15 en Betuwelijn.

## Openbaar vervoer
Vanuit Ophemert zijn met de bus de stations van Station Tiel, Station Tiel Passewaaij en Station Zaltbommel bereikbaar.

## Sport en recreatie
- De plaatselijke voetbalvereniging is VV Ophemert
- Buurthuis Huis Op Hemert

## Scholen
- Openbare basisschool Prins Willem Alexanderschool

## Geboren in Ophemert
- Fré Dommisse (1900-1971), schrijfster
- Joop Admiraal (1937-2006), acteur

## Galerij

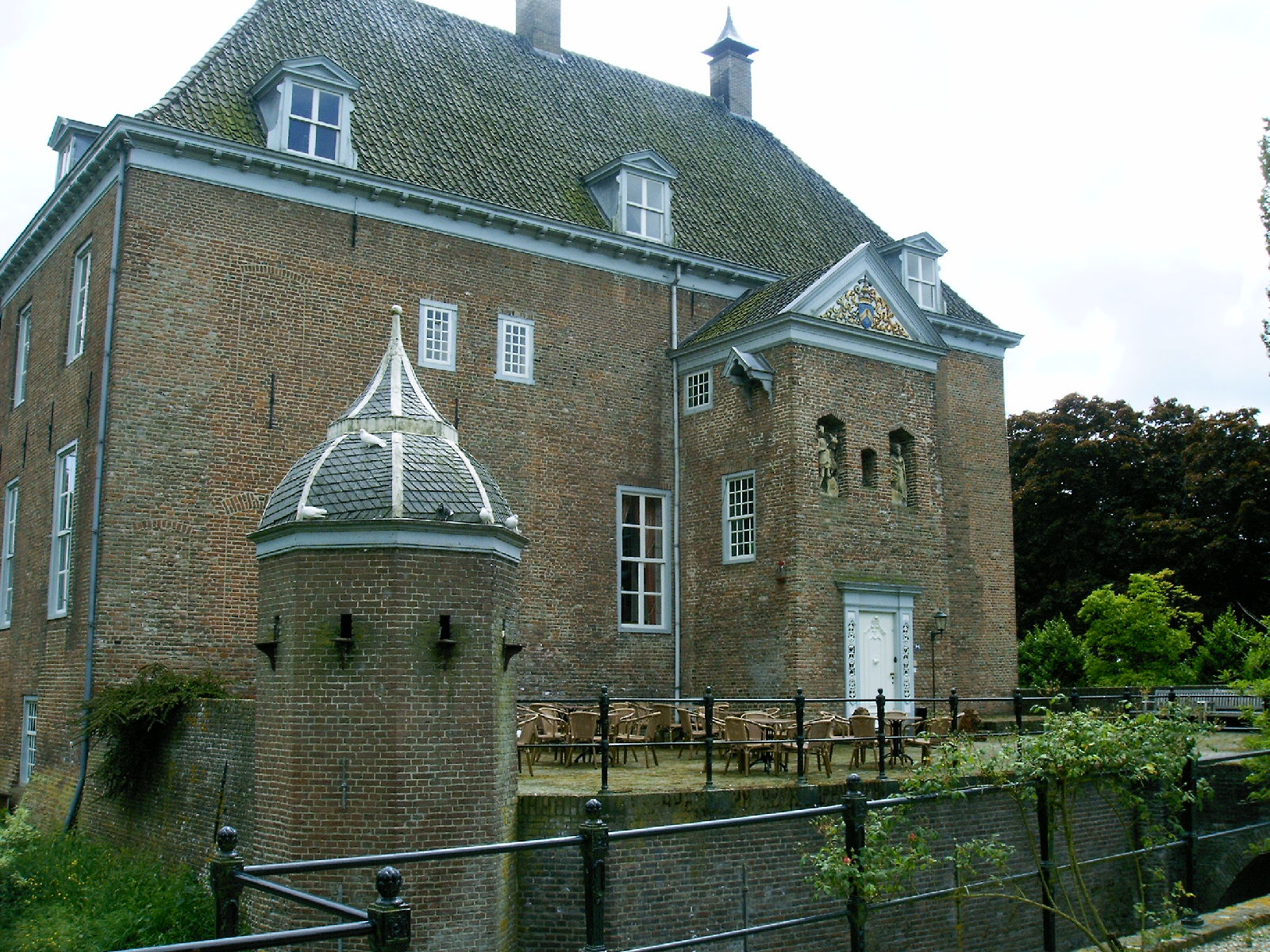
Kasteel Ophemert gezien schuin vanaf de siertuin
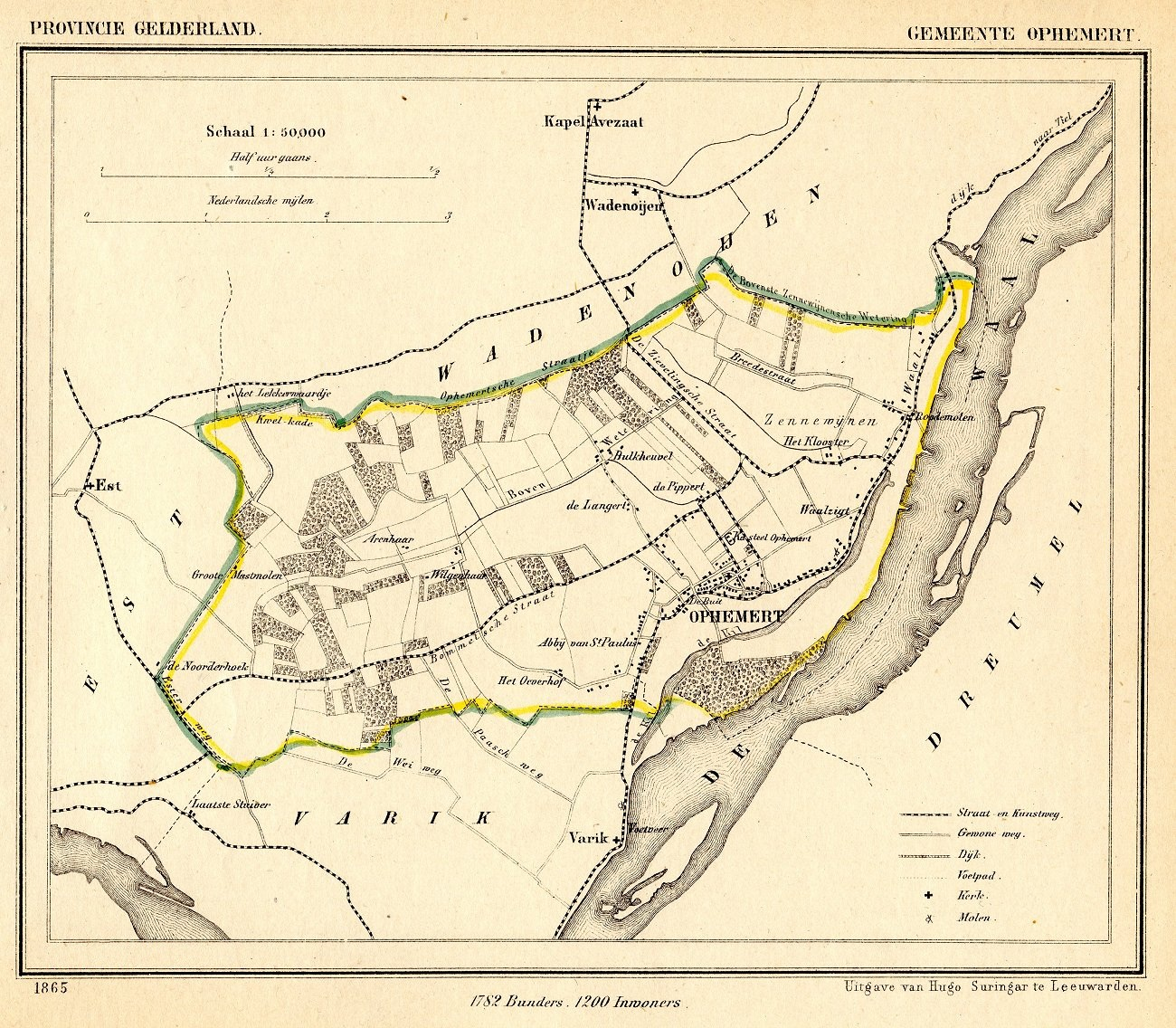
Kaart van de voormalige gemeente Ophemert uit 1865.
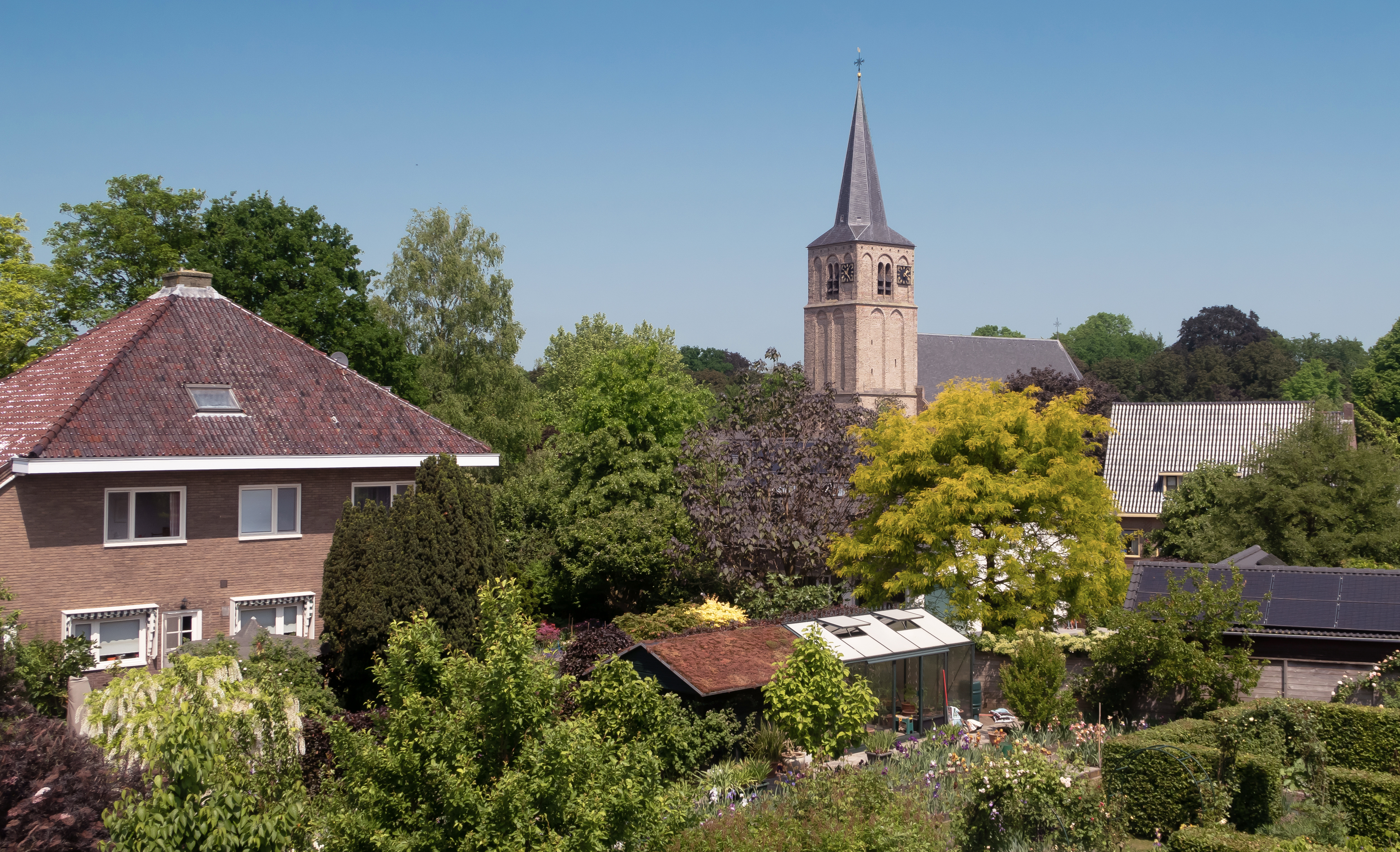
Dorpszicht vanaf de Waalbandijk met de toren van de Hervormde kerk

Hoofdplaats: Geldermalsen

Steden: Asperen · Heukelum

Dorpen: Acquoy · Beesd · Buurmalsen (deels) · Deil · Enspijk · Est · Gellicum · Haaften · Heesselt · Hellouw · Herwijnen · Meteren · Neerijnen · Ophemert · Opijnen · Rhenoy · Rumpt · Spijk · Tricht · Tuil · Varik · Vuren · Waardenburg

Buurtschappen: Benedeneind · Boveneind · Diefdijk · Friezenwijk · Hattelaar · Hucht · Kerkeneind · Leuven · Mark · Pijpekast · 't Rot · Snelleveld · Vogelswerf · Zennewijnen (deels)

Gelderland: Steden en dorpen in Gelderland      Nederland: Provincies · Gemeenten